# Mercedes-Benz-Museum
Mercedes-Benz-Museum eller Mercedes-Benz Welt[källa behövs] är ett fordonsmuseum i Stuttgart.

## Dagens museum
Mercedes-Benz-Museum öppnades 2006. 

## Tidigare museer
Det första Mercedes-Benz-Museum öppnade 1936 och byggdes ut i omgångar. 1938 hade museet 18 fordon från Daimler-Motoren-Gesellschaft, nio från Benz & Cie. och sex stycken med namnet Mercedes-Benz.

## Utställningsföremål (urval)

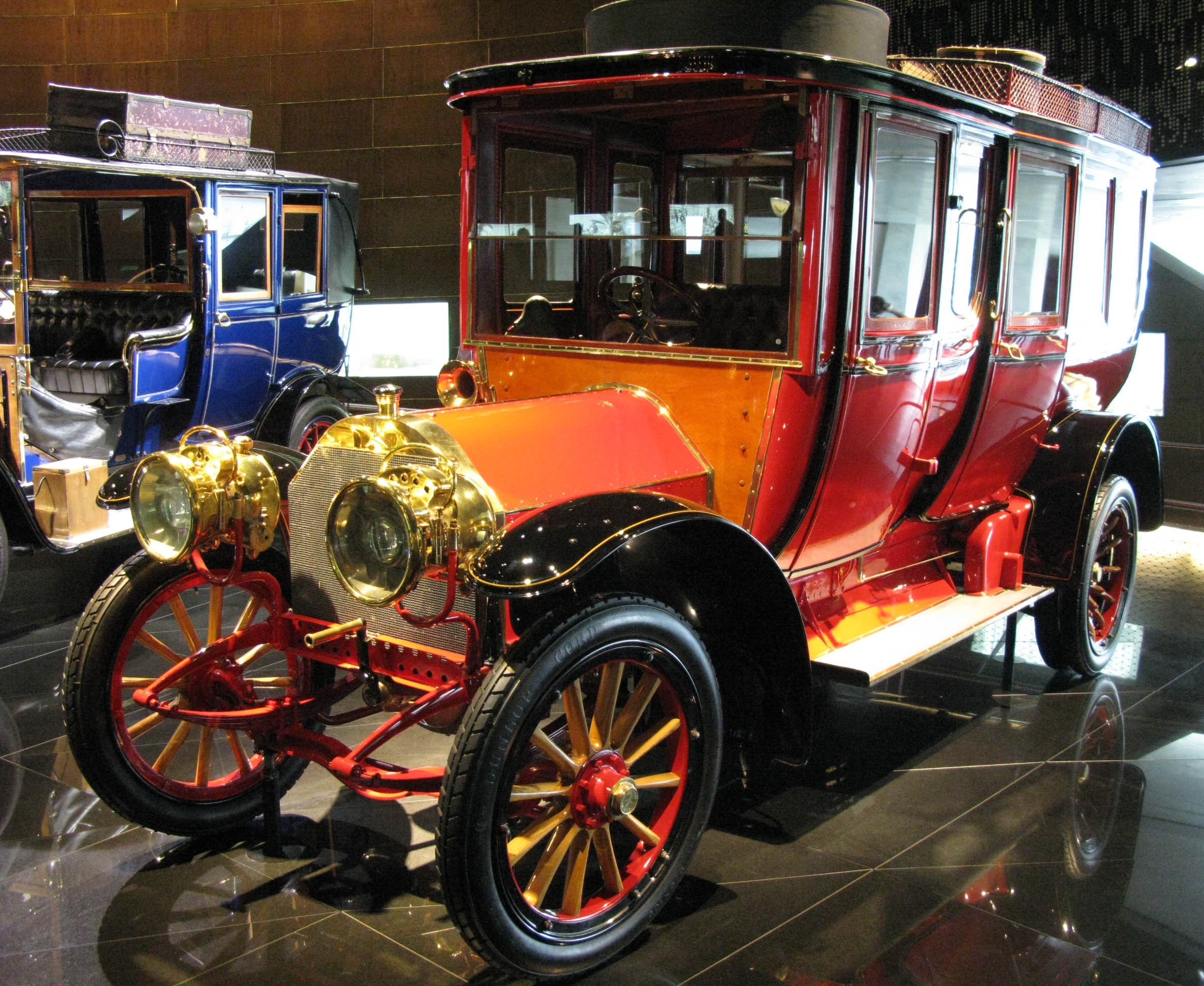
Mercedes-Simplex 1904
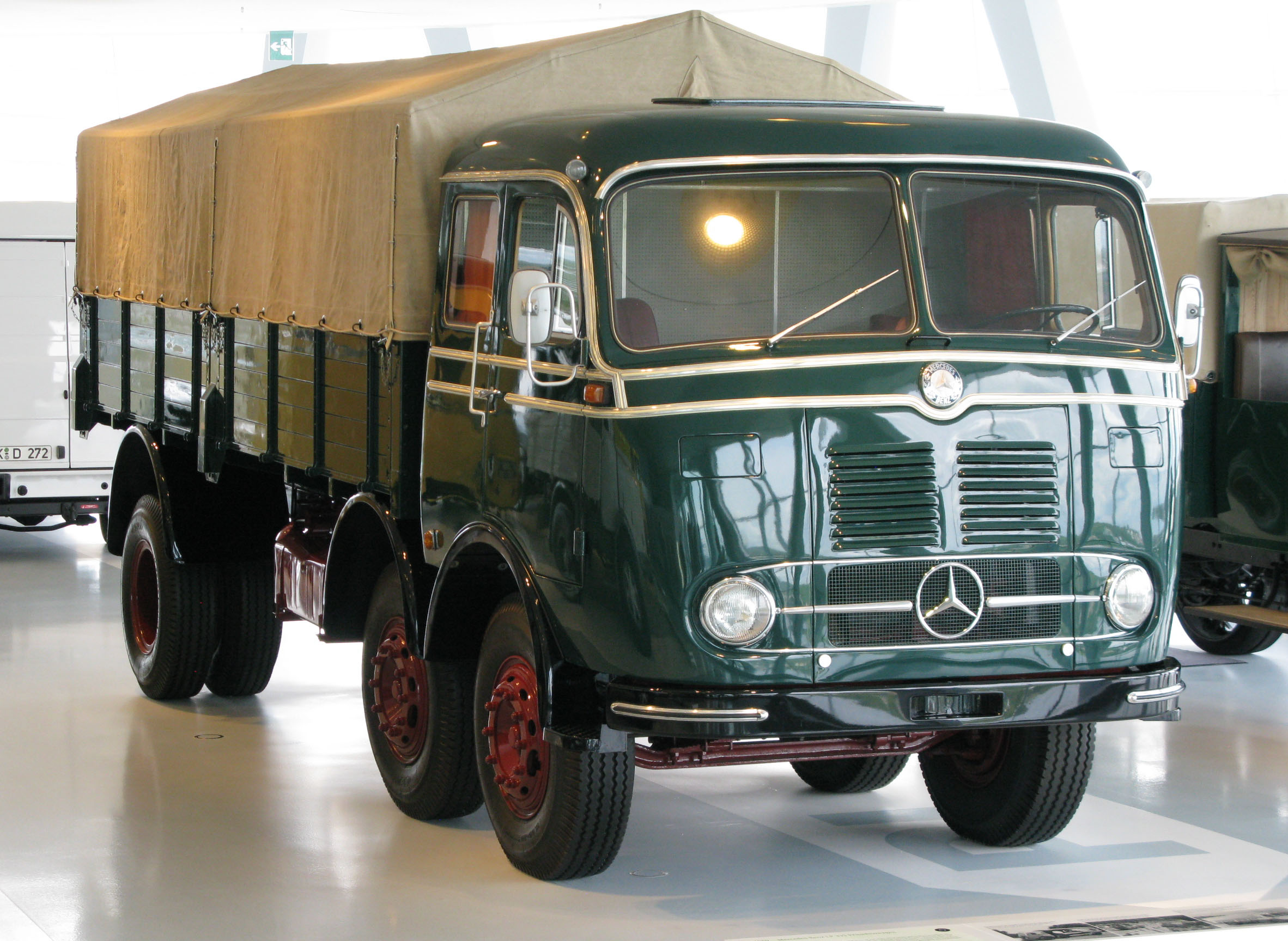
Mercedes-Benz LP 333 1959.
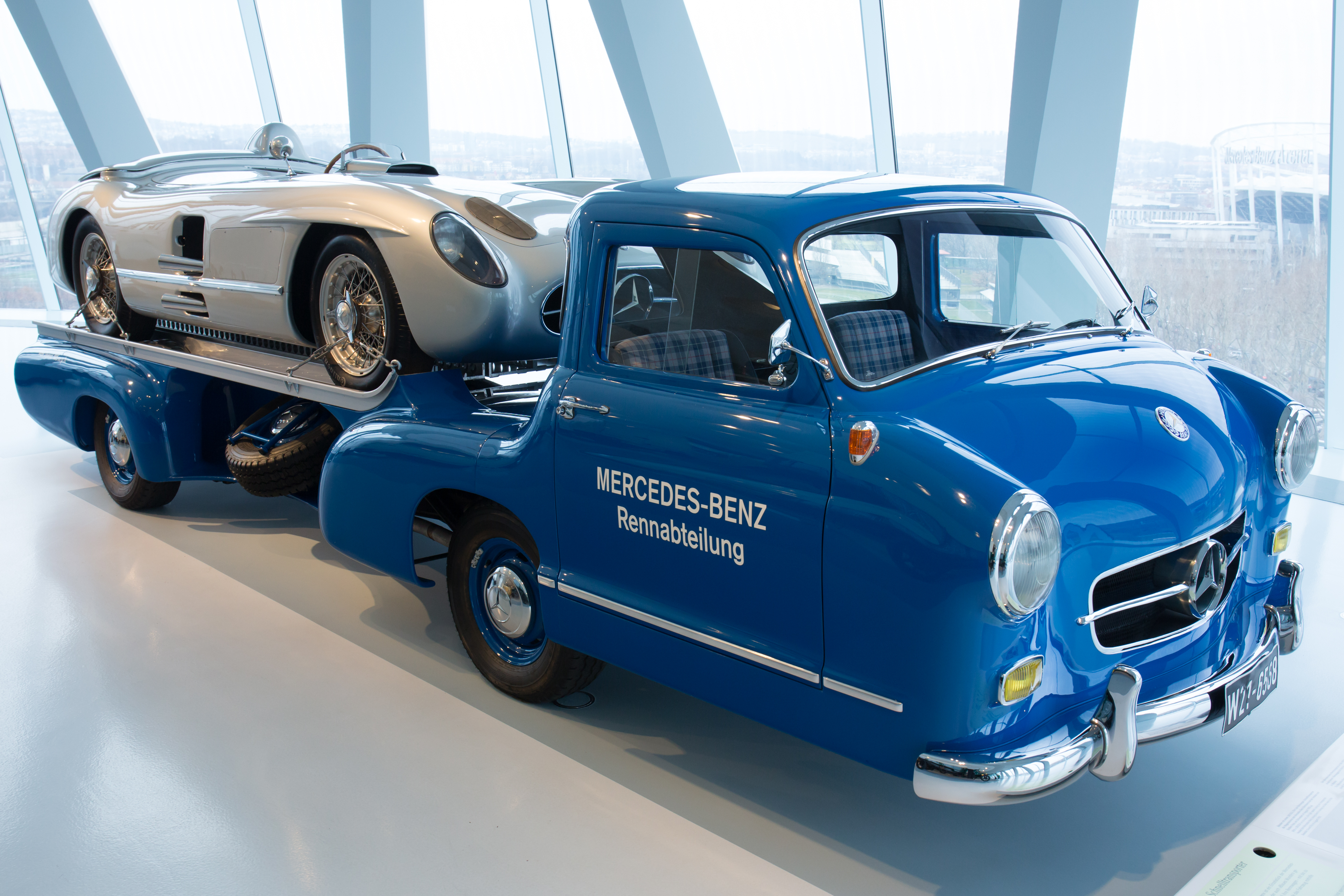
Mercedes-Benz Renntransporter med 300 SLR.
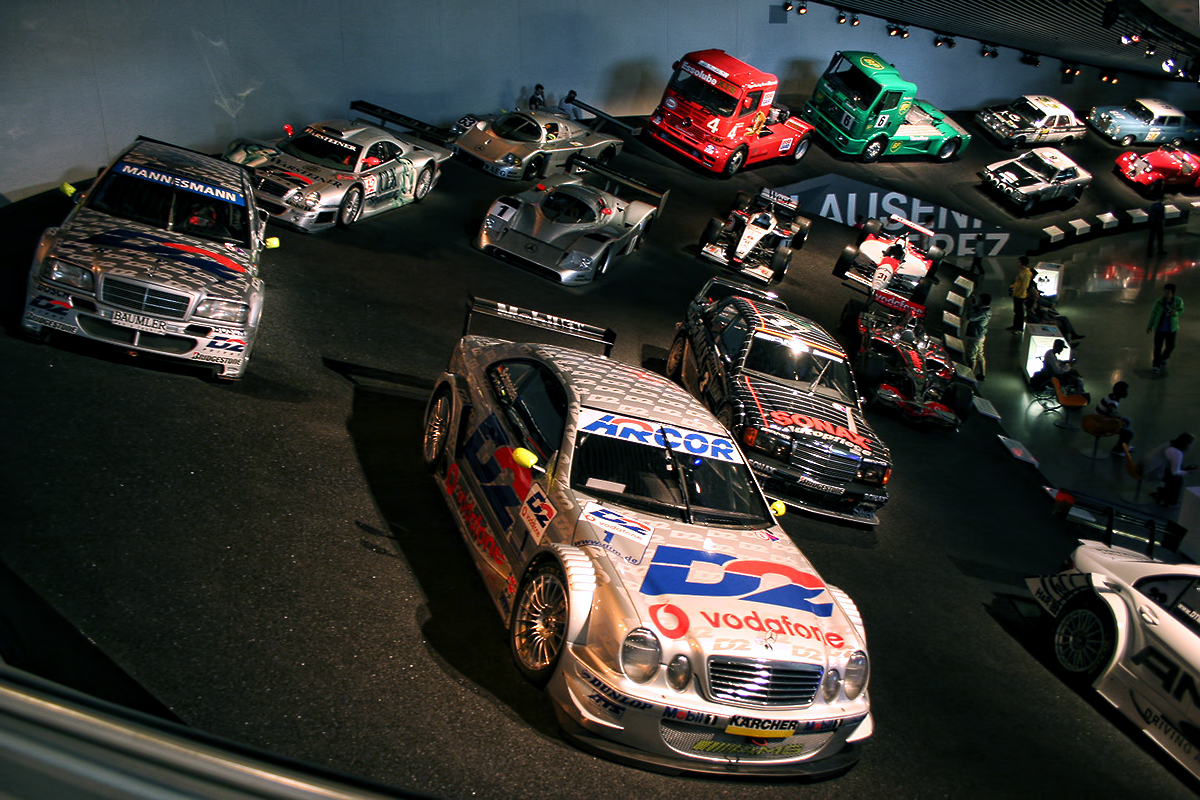
Mercedes-Benz tävlingsbilar.
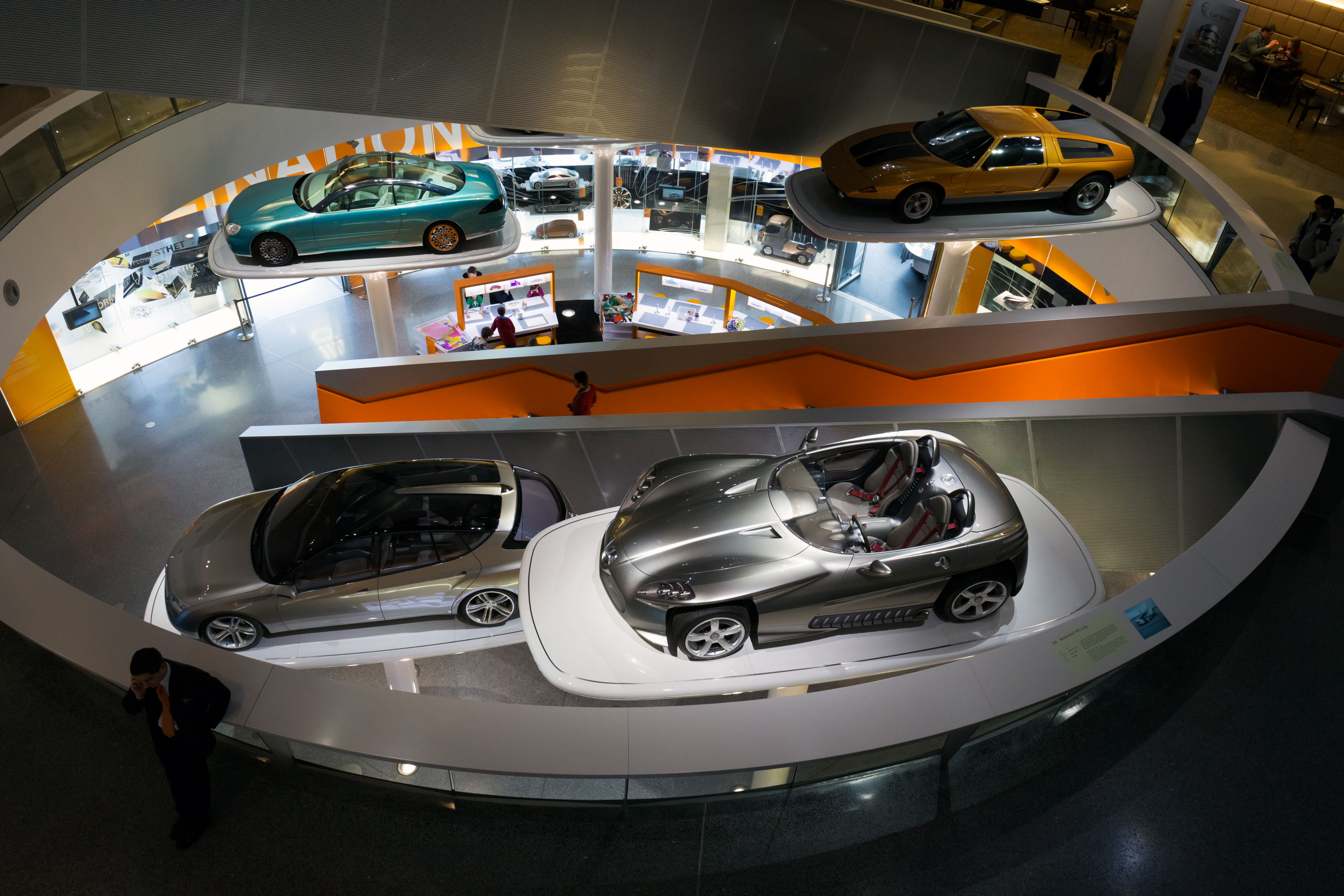
Mercedes-Benz konceptbilar.